# Jebel Ali Free Zone
Jebel Ali Free Zone (JAFZ; arabisch المنطقة الحرة في جبل علي al-Mintaqa al-Hurra fi Dschabal Ali, DMG al-Minṭaqa al-Ḥurra fī Ǧabal ʿAlī) ist der Name einer Freihandelszone im Emirat von Dubai in den Vereinigten Arabischen Emiraten.
Die JAFZ bietet aufgrund niedriger Steuern und lukrativer Geschäftsmöglichkeiten gute Fertigungs- und Handelsmöglichkeiten. Die JAFZ wird von der Jebel Ali Free Zone Authority (JAFZA) betrieben. Die JAFZ bedient und verwaltet neben dem künstlichen größeren Hafen Dschabal Ali auch den innenstadtnahen Port Rashid (arabisch Mina'a Raschid), den Hafen Dubais, der mit 13,64 Mio. TEU nach der Menge der umgeschlagenen Container 2014 an der 9. Stelle der Containerhäfen der Welt stand.